# Украинцы в Москве
Украинцы в Москве — вторая по величине этническая община российской столицы. По переписи 2020 года её численность составляла 58 тысяч человек.
На территории современной Москвы ранее существовали сёла и районы, названия которых были связаны с переселением выходцев с территории современной Украины — в частности, сёла Киевцы и Хохловка. Здесь также располагалось Малороссийское подворье.
Во времена Российской империи в Москве начала формироваться украинская общественная жизнь, что выразилось в создании различных организаций. Первая из них — Общество имени Шевченко — была основана в 1902 году. Во время революций 1917 года в городе проходили собрания украинской общины, началось формирование украинских военных частей.
В ранний советский период в Москве продолжали действовать украинские культурные организации. Однако в 1930-е годы, с прекращением политики коренизации, их деятельность была свернута. Возрождение украинской общественной жизни началось в период Перестройки — в это время, в частности, была открыта Библиотека украинской литературы.
После распада СССР в Москве начали создаваться различные объединения украинцев. С 1998 года в столице действует Национальный культурный центр Украины.

## История

### Ранний этап

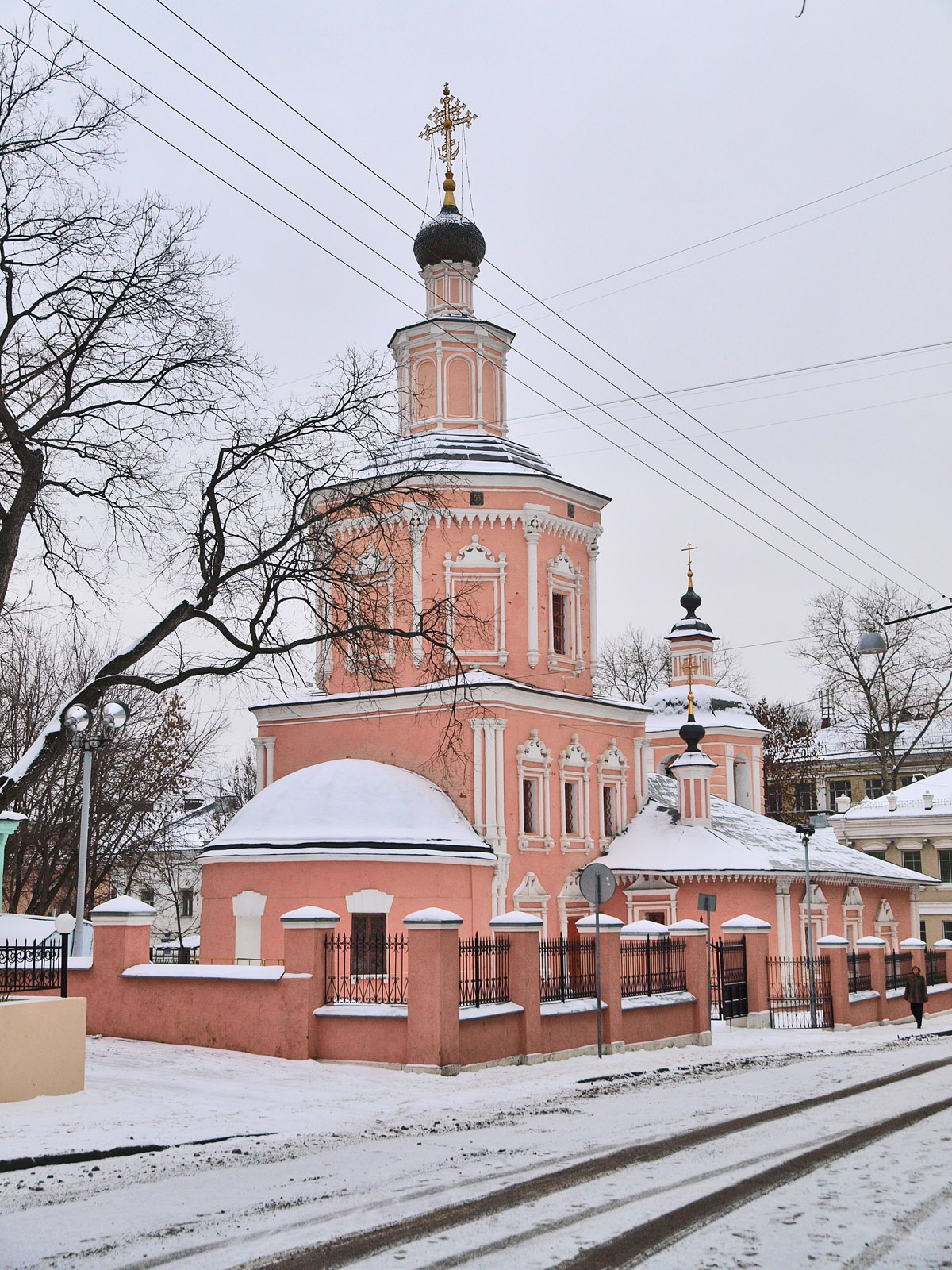
Храм Троицы Живоначальной в Хохлах

На территории современной Москвы располагалось село Киевцы, основанное, по сведениям историка Николая Карамзина, в 1332 году. Оно появилось в результате переселения в Москву боярина Родиона Несторовича и его сына Ивана, поступившего на службу к князю Московскому Ивану Калите.
В XIV веке в Москве также поселился уроженец Волыни Дмитрий Михайлович Боброк. Он прибыл со свитой дружинников и слуг, а князь Дмитрий Донской выдал за него свою сестру и пожаловал ему обширные земельные владения, включая село получившее позднее название Волынское.
С XVII века в Москве в районе, получившем название Хохловка, стали селиться выходцы с территории современной Украины. В 1696 году в Хохловском переулке был возведен храм Живоначальной Троицы, получивший добавочное наименование «в Хохлах». Название переулка впоследствии дало имя Хохловской площади. Поблизости расположена и улица Маросейка, на которой в XVII веке размещалось Малороссийское подворье — место остановки представителей украинского гетманства.

### В Российской империи
Украинский поэт Тарас Шевченко неоднократно бывал в Москве, однако его визиты были весьма краткими — в общей сложности чуть более месяца за пять приездов. После его смерти в Санкт-Петербурге гроб с телом поэта был доставлен на родину. Одной из остановок в траурном пути стала Москва: 27 апреля гроб с прахом Шевченко, сопровождаемый Григорием Честаховским и Александром Лазаревским, прибыл на Николаевский вокзал. Затем его доставили в церковь Святого Тихона на Арбатской площади, где москвичи смогли проститься с Кобзарем.
Первая массовая украинская организация в Москве возникла в 1902 году — это было Общество имени Шевченко, объединившее значительную часть украинской интеллигенции, в том числе Агафангела Крымского. Впоследствии появилась «Украинская секция при Обществе славянской культуры», которая издала «Кобзарь». Издавался в Москве и журнал «Украинская жизнь», выходивший на русском языке с 1912 по 1917 год, при участии Симона Петлюры и Михаила Грушевского. При участии Ивана Алчевского в Москве в 1909 году начал действовать украинский музыкально-драматический кружок «Кобзарь».
С началом Первой мировой войны в 1914 году в городе начало свою деятельность «Общество помощи населению южных губерний России, пострадавшему от военных действий», возглавляемое Павлом Одарченко.

### Революция 1917 года
Во время революционного 1917 года 19 и 26 марта состоялись общие собрания украинцев в Москве, организованные Украинской социал-демократической рабочей партией. На собраниях, в которых участвовало около 600 человек, присутствующие поддержали идею национально-территориальной автономии Украины.
18 апреля 1917 года в Москве состоялось общее собрание украинцев, на котором было создано организационное бюро, задачей которого стало координировать деятельность украинских организаций и партий, заняться вопросами жилья, открыть украинскую книжную лавку и демократический клуб. Было избрано Бюро из 11 членов — по одному от каждой украинской организации Москвы. Центром украинской национальной жизни стал квартира № 35 в доме Брискорна на Воздвиженке.
29 мая 1917 года прошло собрание комитетов украинских организаций Москвы, на котором с докладом выступил член Центральной Рады Михаил Огородний. Он предложил объединить всех украинцев Москвы и Центральной России в единый Украинский краевой совет Центральной России с исполнительным комитетом в Москве. Этот краевой совет должен был поддерживать тесную связь с Центральной Радой в Киеве и исполнять её решения на местах. В рамках реализации этой инициативы 9 июня 1917 года состоялось собрание представителей украинских политических и культурно-просветительских организаций Москвы.
Назначение генерала Александра Верховского, имевшего волынские корни, командующим Московским военным округом вдохновило украинцев на создания собственных национальных военных частей. С одобрения военного министра в округе было разрешено формирование украинских подразделений. Вскоре началось создание Запорожского полка, командиром которого стал штабс-капитан Захарчук.
Со 2 августа 1917 года Запорожский полк официально действовал в Москве, а 6 августа состоялось торжественное освящение его знамени. В этот день, по приказу генерала Верховского, все военнослужащие украинского происхождения были освобождены от службы в других частях для перехода в украинские формирования.
16 октября 1917 года открылся Украинский военный съезд Московского военного округа. Перед его началом на Арбатской площади прошёл парад украинских военных подразделений, организованный Советом Украинского военного клуба Москвы. Украинские части, неся национальные флаги, сопровождали делегатов по Никитскому бульвару к месту заседаний на Тверской.
После прихода к власти в Москве большевиков и их конфликта с Центральной Радой деятельность украинских военных организаций в столице была свёрнута.

### СССР

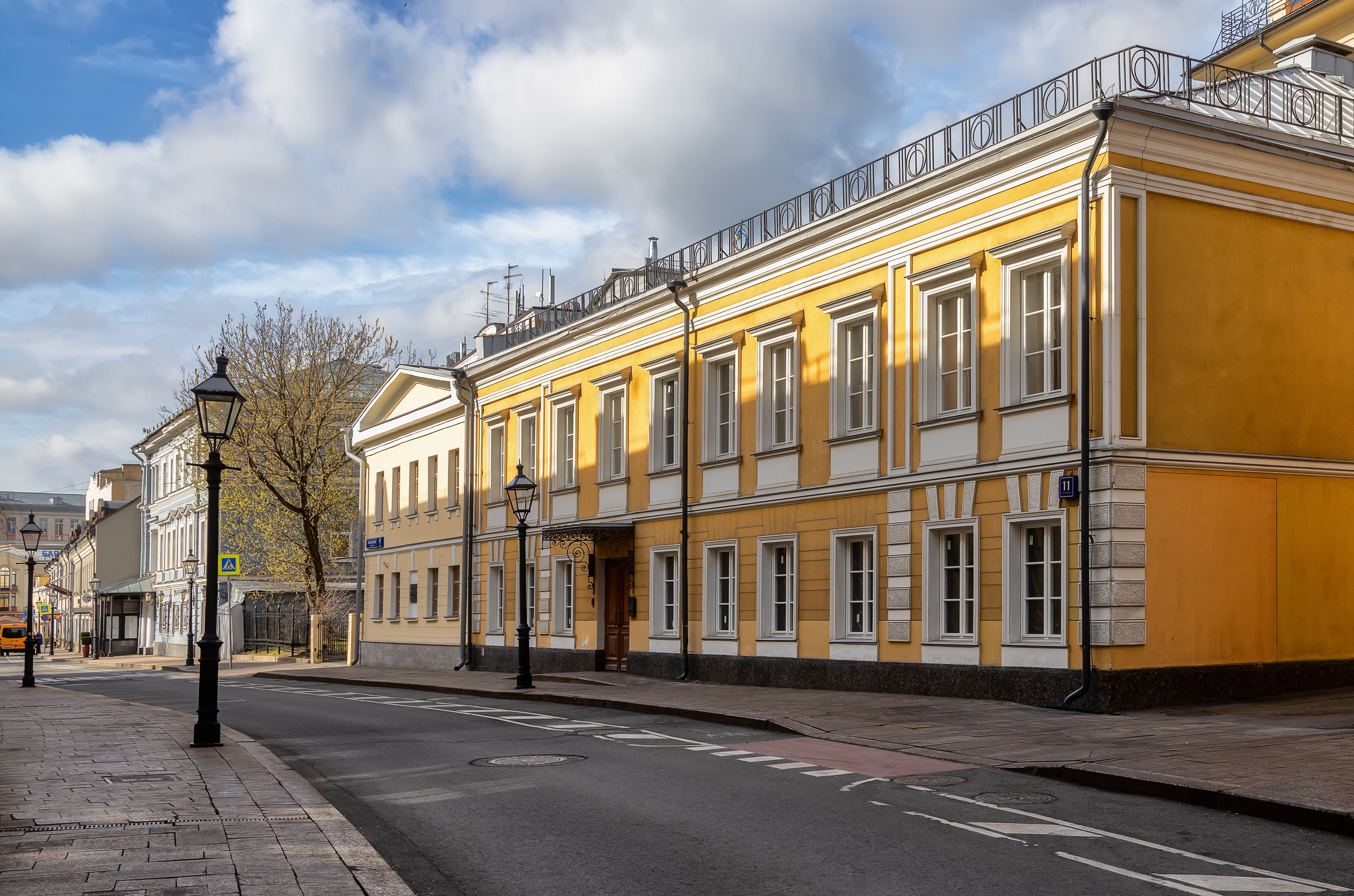
Усадьбы Соколовых-Сибиряковых, где располагалось консульство Украинской Державы

На территории Вознесенского переулка в 1918 году в усадьбе Соколовых-Сибиряковых располагалось консульство Украинской державы в РСФСР, которое просуществовало всего несколько месяцев.
В 1918 году, в рамках ленинского плана монументальной пропаганды, скульптор Сергей Волнухин создал памятник Тарасу Шевченко, который был установлен на Рождественском бульваре у Трубной площади. Однако из-за использования недолговечных материалов монумент оказался непрочным и вскоре был утрачен.
В 1920—1930-х годах в столице СССР были созданы и активно работали различные украинские культурные учреждения: Украинский центральный рабочий клуб имени Т. Г. Шевченко, Общество друзей украинского театра, Украинская драматическая студия, Центральная украинская библиотека и Украинская хоровая студия, которая в 1929 году была преобразована в Хоровую капеллу.
Однако с началом сворачивания политики коренизации национально-культурные объединения начали закрываться. Последней из них, в 1938 году, прекратила работу украинская библиотека.

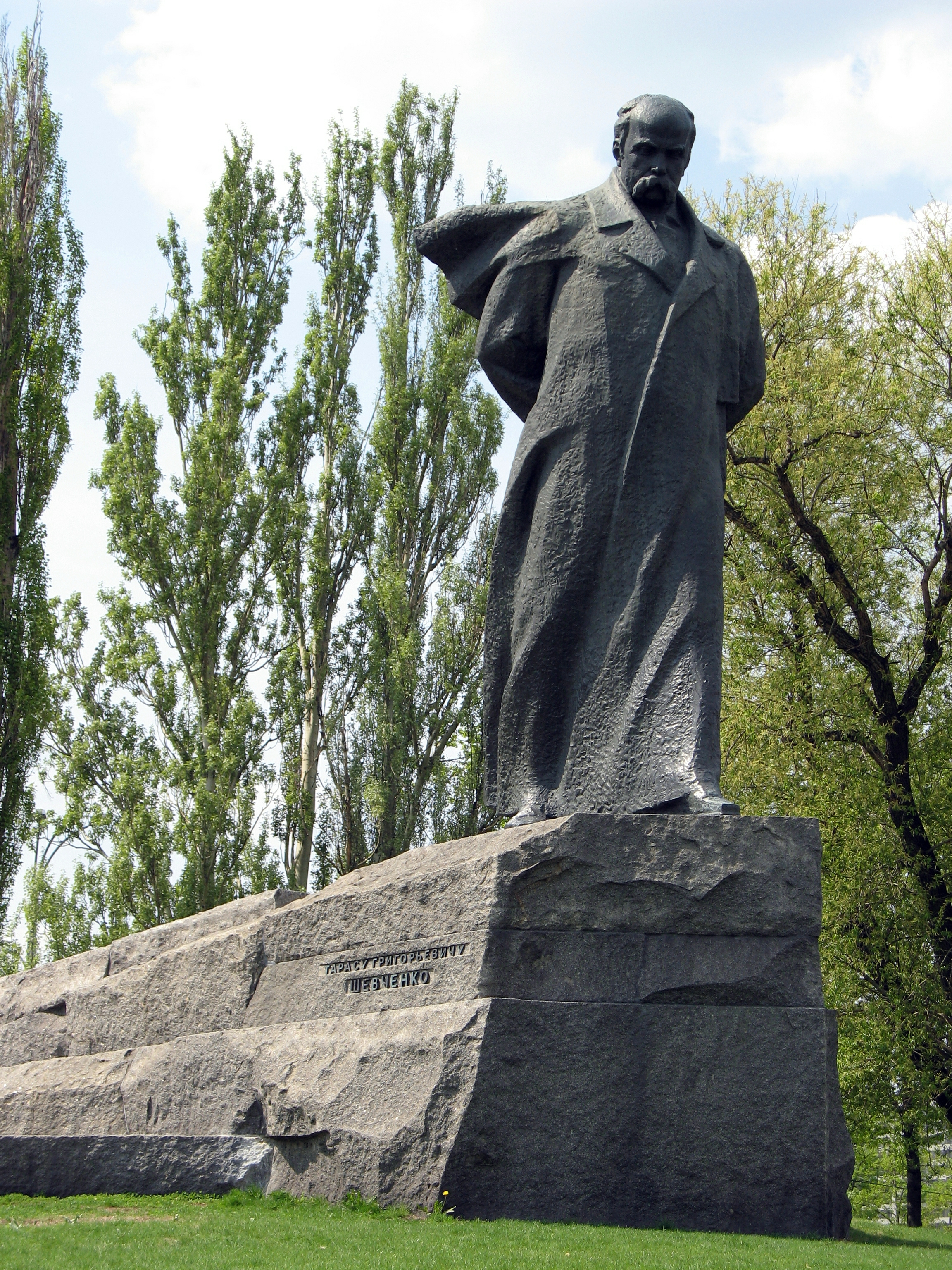
Памятник Тарасу Шевченко в Москве

В годы Великой Отечественной войны в Москве с 1941 по 1944 год работала радиостанция «Советская Украина».
Возрождение украинской культурной жизни в Москве началось в период Перестройки. В 1988 году было создано, а в 1989 году официально зарегистрировано Товарищество почитателей украинской культуры — Общество украинской культуры «Славутич». Изначально общество возникло как объединение родственников и друзей, отмечавших вместе Новый год и другие семейные праздники. Согласно уставу, членом организации мог стать любой желающий, независимо от национальности. В августе 1989 года в «Славутич» входило около 300 человек, а уже менее чем через год — около 1500. В дальнейшем численность колебалась от 1500 до 2000 участников, однако к концу 1990-х годов сократилась до менее чем тысячи.
В конце 1988 года в составе «Славутича» была создана молодёжная секция, которая со временем трансформировалась в Украинский молодёжный клуб. Значимым событием в жизни общины стало восстановление Библиотеки украинской литературы, открытой 17 декабря 1989 года.
Первую литургию Украинской грекокатолической церкви в Москве отслужил отец Валерий в 1989 году во дворце «Молодёжный». На богослужении присутствовало более 200 человек.

### С 1991 по 2014

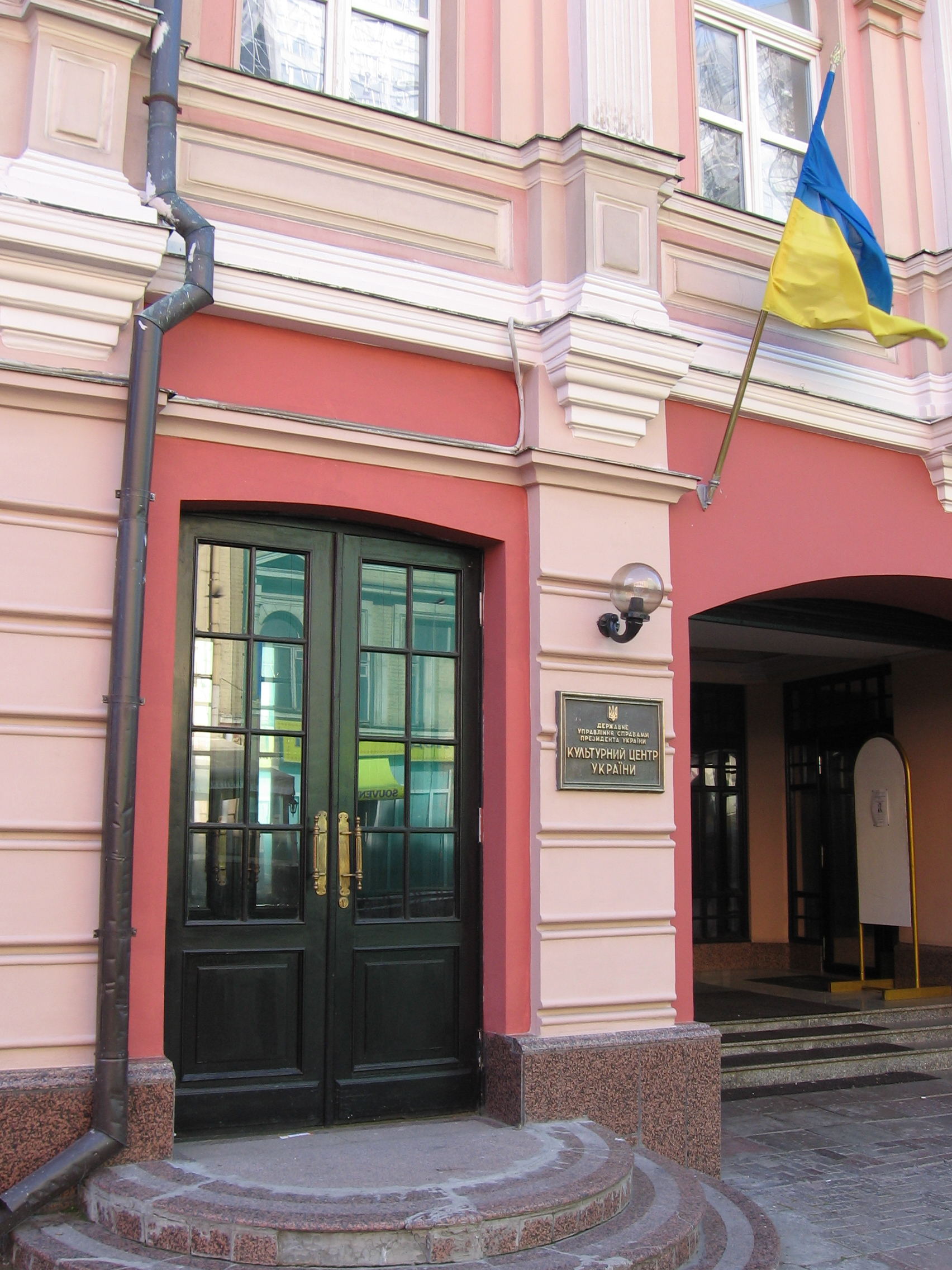
Национальный культурный центр Украины в Москве

В 1992 году появилось Объединение украинцев Москвы, преобразованное в январе 2001 года в Региональную объединённую организацию «Украинцы Москвы». Москва также принимала I Конгресс украинцев Российской Федерации, состоявшийся в октябре 1993 года.
28 ноября 1998 года в Москве открылся Национальный культурный центр Украины благодаря финансированию украинского государства. Открытие вызвало негативную реакцию Русского союза православных граждан, который опасался идеологического влияния, направленного на формирование негативного отношения к России.
На начало 2001 года в столице действовали пять украинских общественных объединений: Общество украинской культуры «Славутич», Региональная организация «Украинцы Москвы», Украинский исторический клуб, Общество любителей украинской музыки и организация украинского национального движения Рух. Все они, за исключением «Славутича» и Руха, являлись региональными отделениями Объединения украинцев России. Также существовали землячества: «Днепряне», крымское, севастопольское, донбасское.
Тем не менее, согласно данным Института социально-политических исследований РАН, в 1996 году 46 % украинцев Москвы не испытывали потребности участвовать в деятельности национальных организаций.
Также в Москве функционировала украинская пресса. В 1991—1998 годах выходила независимая газета «Украинский курьер», с 1993 по 1999 — газета «Украинский выбор». Издавалась еженедельная частная газета «Украинская мозаика» (1998—2000). В 2001 году начался выпуск журнала «Украинское обозрение» (2 выпуска в год).
В апреле 2005 года в Москве прошли IV Конгресс Объединения украинцев России и III съезд Федеральной национально-культурной автономии «Украинцы России» — главные форумы двух федеральных украинских общественных организаций РФ. В 2011 году в столице состоялся первый украинский молодёжный форум России.

### С 2014 года

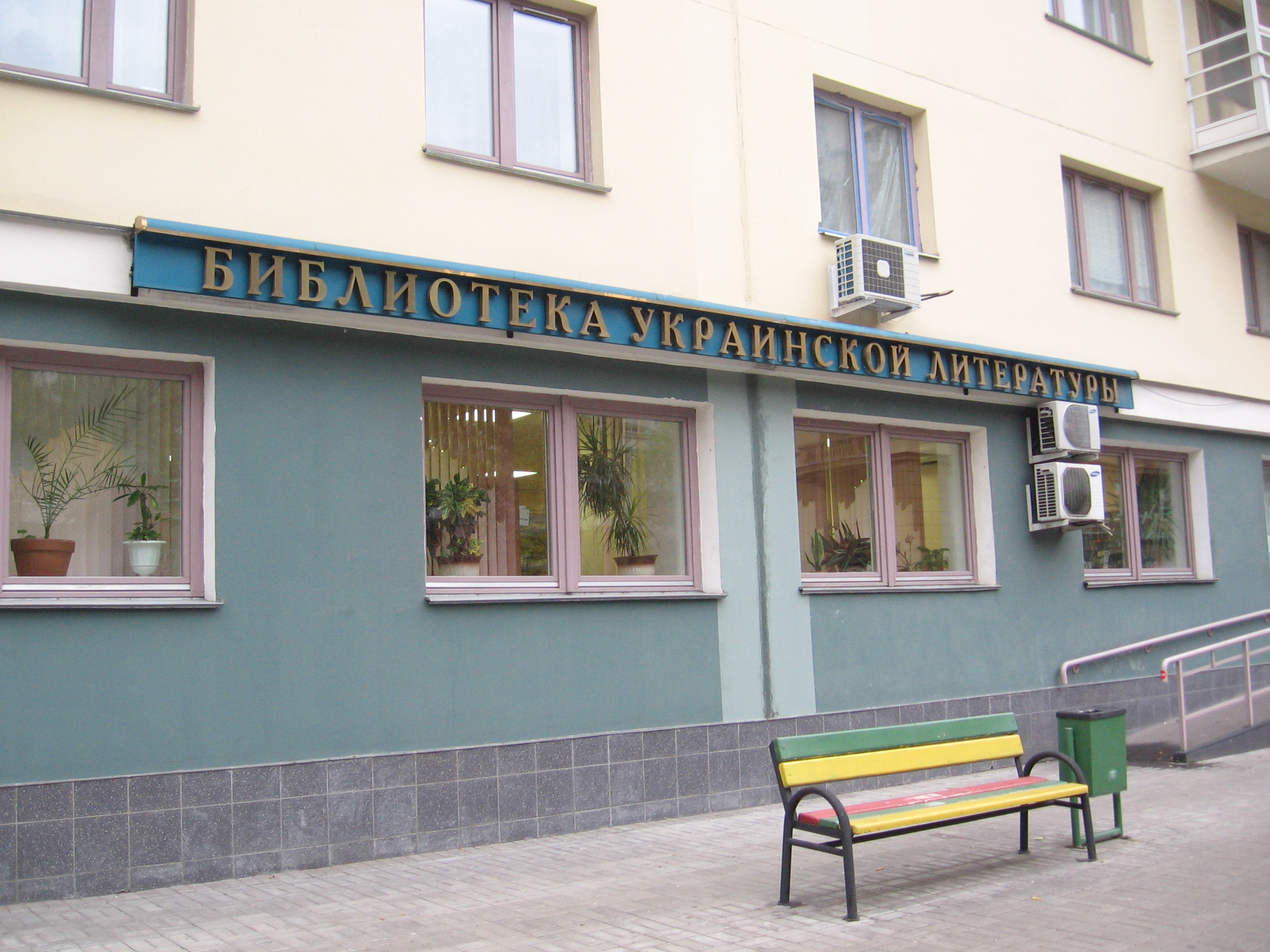
Библиотека украинской литературы в Москве

После событий Евромайдана, присоединения Крыма к России и начала войны на Донбассе российско-украинские отношения значительно ухудшились. По словам сопредседателя региональной общественной организации Украинцы Москвы Виктора Гиржова с этого момента в Российской Федерации началась «зачистка украинского движения». Самому Гиржову в 2015 году был запрещён въезд в Россию.
Единственная в России библиотека украинской литературы в Москве в 2015 году утратила статус самостоятельного специализированного учреждения и была преобразована в обычную районную библиотеку. В 2017 году её директор Наталья Шарина была приговорена к четырём годам условно по уголовному делу, связанному с обвинениями в экстремизме и растрате. В апреле 2018 года библиотека была окончательно закрыта.
В 2022 году радиостанция «Эхо Москвы» была оштрафована на 30 тысяч рублей за использование украинского языка в передаче «Що там у них».
После начала войны на Донбассе многие беженцы из Донецкой и Луганской областей обосновались в Москве. По состоянию на июнь 2014 года временное убежище в Москве получило около 2 тысяч граждан Украины. После начала боевых действий в 2022 году и до конца лета 2023 года в Москве на миграционный учёт было поставлено 2576 гражданина Украины.

## Численность

Украинцы по районам Москвы в 2010 году

Украинцы в Москве являются второй по численности этнической группой после русских. Согласно данным переписи населения 2020 года, в столице проживало 58 788 человек, указавших украинскую национальность, что составляло 0,58 % от общего числа москвичей, обозначивших свою этническую принадлежность.
| 1897   | 1926   | 1939   | 1959    | 1970    | 1979    | 1989    | 2002    | 2010    | 2020   |
| ------ | ------ | ------ | ------- | ------- | ------- | ------- | ------- | ------- | ------ |
| 4 478  | 16 082 | 90 479 | 115 489 | 184 885 | 206 875 | 252 670 | 253 644 | 154 104 | 58 788 |
| 0.45 % | 0.8 %  | 2.19 % | 2.27 %  | 2.62 %  | 2.61 %  | 2.85 %  | 2.44 %  | 1.42 %  | 0.58 % |

## Культура

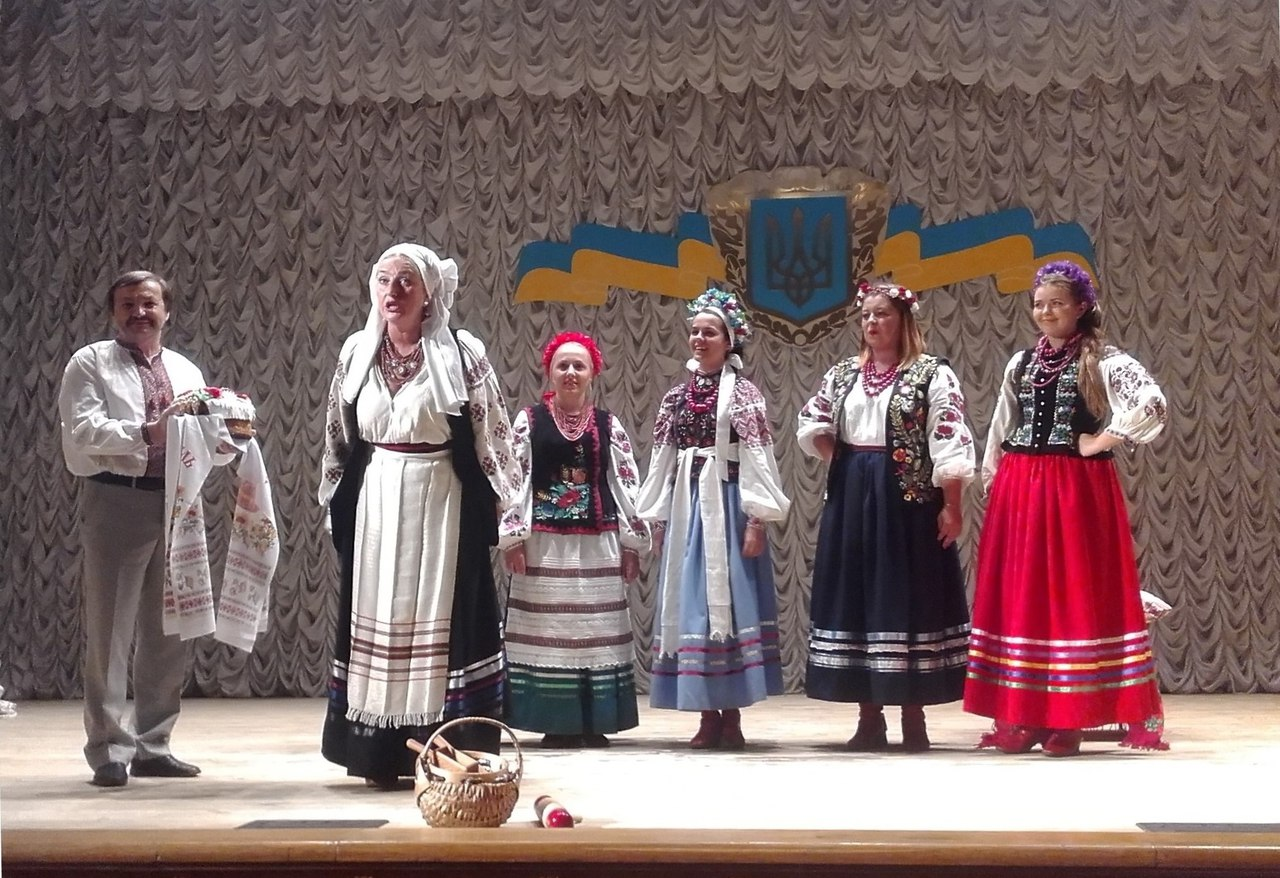
Фольклорный ансамбль «Ожерелье» на праздновании 25-летия Украинской Независимости в Москве, 2017 год

С конца 1990-х годов Национальный культурный центр Украины в Москве стал официальной площадкой для празднования национальных праздников, проведения книжных ярмарок, дней украинской книги, встреч с деятелями культуры и интеллигенции, концертов и выступлений творческих коллективов.
Украинская народная хоровая капелла и Общество любителей украинской музыки (ОЛУМ) были созданы в 1992 году. Проводились «Украинские музыкальные салоны», проходившие не реже одного раза в месяц. В феврале 2005 года состоялся юбилейный 100-й салон.
В 1989, 1990 и 1991 годах в Москве проходили Дни украинской культуры, собирающие до 3 тысяч зрителей.

## Кухня

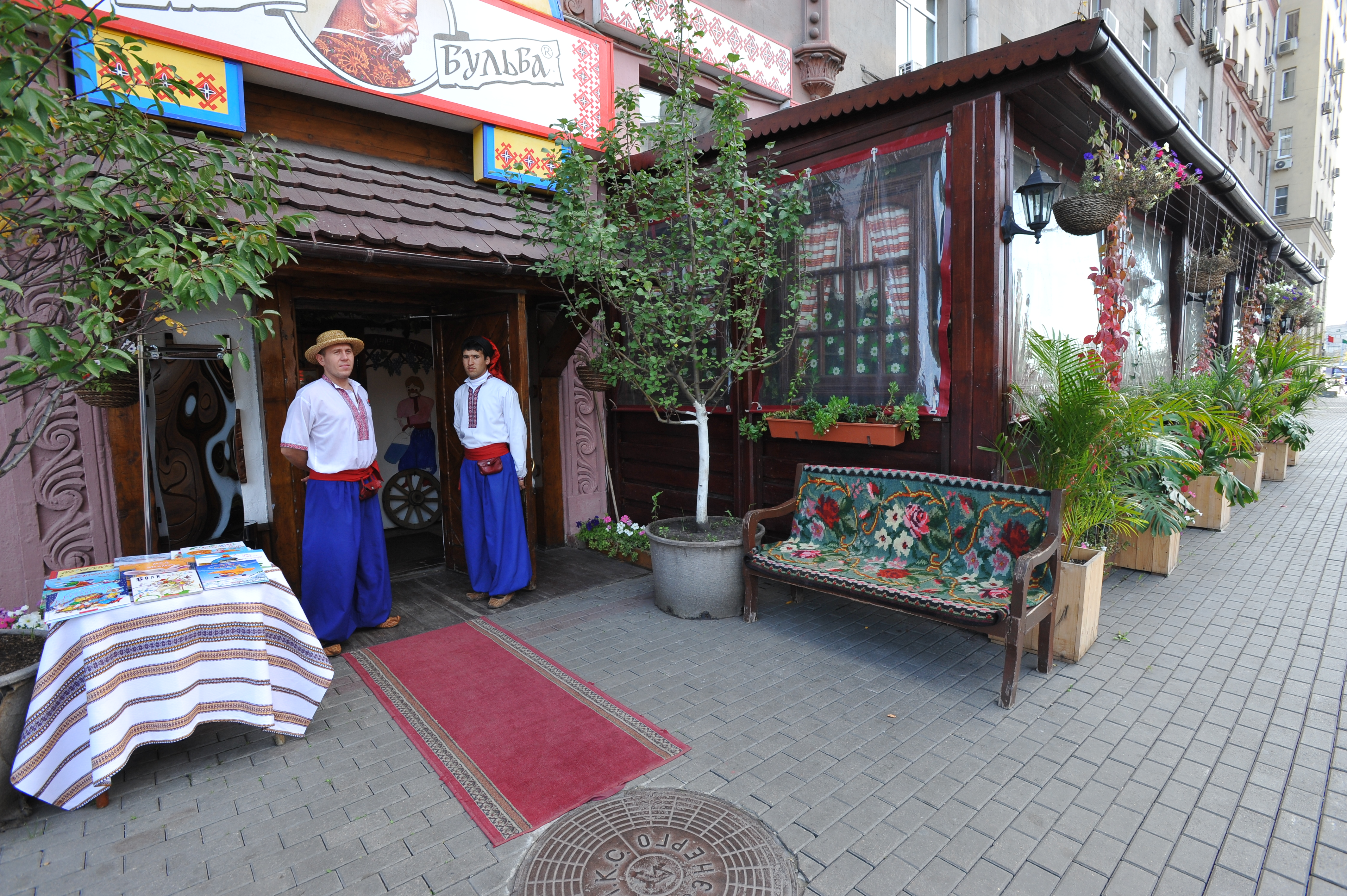
Корчма Тарас Бульба в Москве

В 1990-х годов в Москве начали появляться различные рестораны украинской кухни. Их оформление включало узнаваемые этнические элементы: национальные костюмы, традиционные блюда (сало, вареники, горилка). К концу 2000-х годов в Москве работало 15 ресторанов сети «Корчма Тарас Бульба», владельцем которой был уроженец Киева Юрий Белойван.
После 2014 года, на фоне обострения украинско-российских отношений, многие рестораны украинской кухни начали убирать упоминания об Украине: например, ресторан «Шинок» на улице 1905 года стал позиционировать себя как заведение с «южнорусской кухней», а другие украинские рестораны расширили меню за счёт блюд европейской и азиатской кухонь. По словам ресторанного критика Дмитрия Алексеева, в первые месяцы конфликта поток клиентов в «Корчмах» сократился примерно на треть. В то же время сеть «Тарас Бульба» сохранила как своё название, так и традиционное украинское меню, несмотря на политическую ситуацию.
Тем не менее, в 2021 году Пресненский суд Москвы объявил Юрия Белойвана в международный розыск по делу о неуплате налогов на сумму 57 миллионов рублей, связанных с деятельностью сети ресторанов «Корчма Тарас Бульба».

## Образование
С начала 1989 учебного года при поддержке Департамента образования Москвы в девяти школах были организованы факультативы по украинскому языку. При Библиотеке украинской литературы функционировала воскресная школа. Существовал Украинский культурно-образовательный центр при школе № 124 и украинский класс при одном из лицеев столицы. В 2000 году в Московском лингвистическом лицее был организован украинский класс, в который первоначально принимали без конкурса, но позднее ввели отбор на основе знания украинского языка.
Кроме упомянутых учебных заведений, украинское образование поддерживалось курсами украинского языка для детей и взрослых, действовавшими при Культурном центре Украины, украинской библиотеке, философском факультете МГУ, а также в лицее № 1555 при Московском государственном лингвистическом университете.
В 2011 году посол Украины в России Владимир Ельченко обратил внимание на проблему пассивности украинской общины в Москве, подчеркнув, что в столице не находится достаточного числа желающих для открытия украинских классов.

## Топонимика

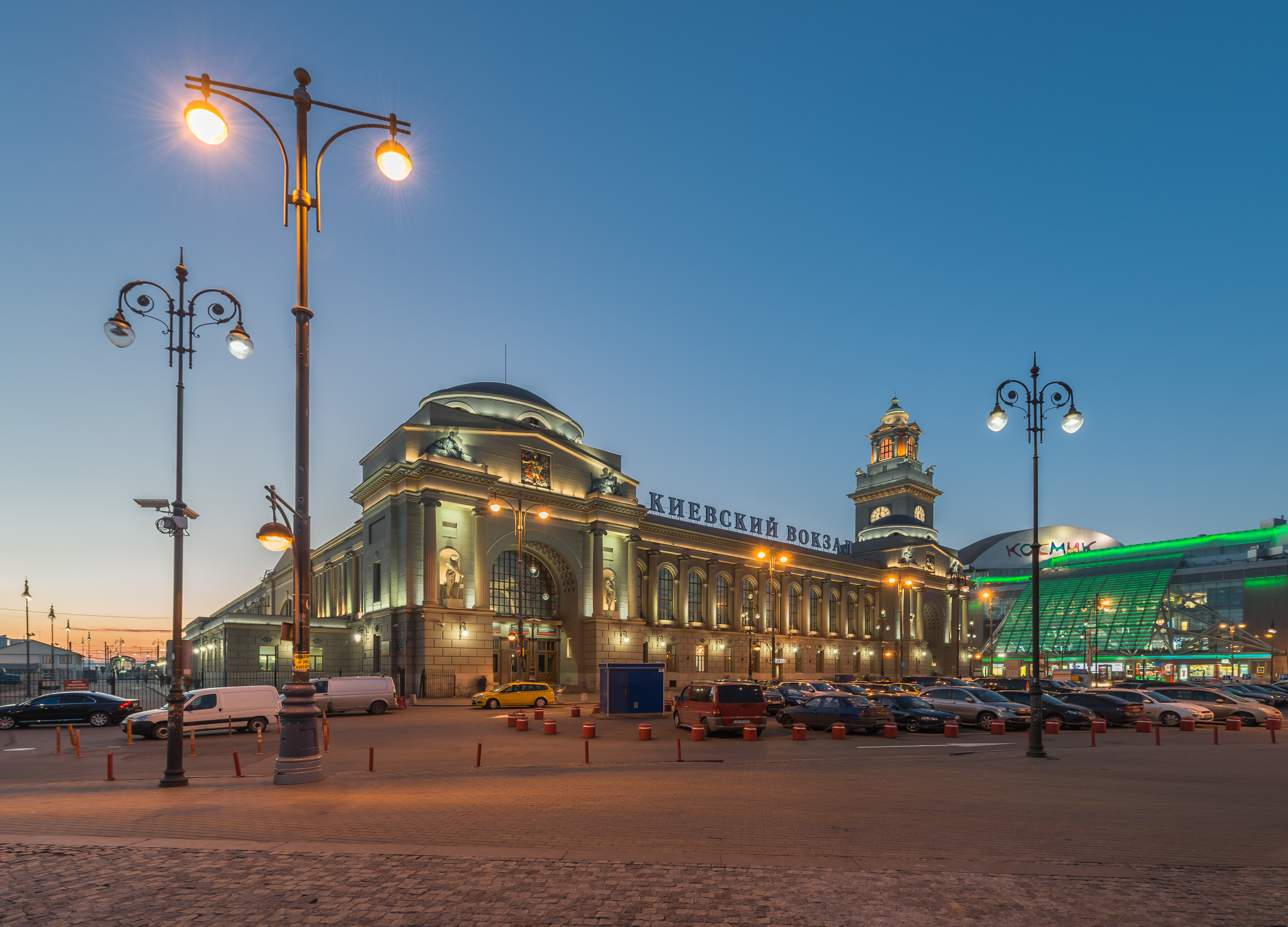
Киевский вокзал

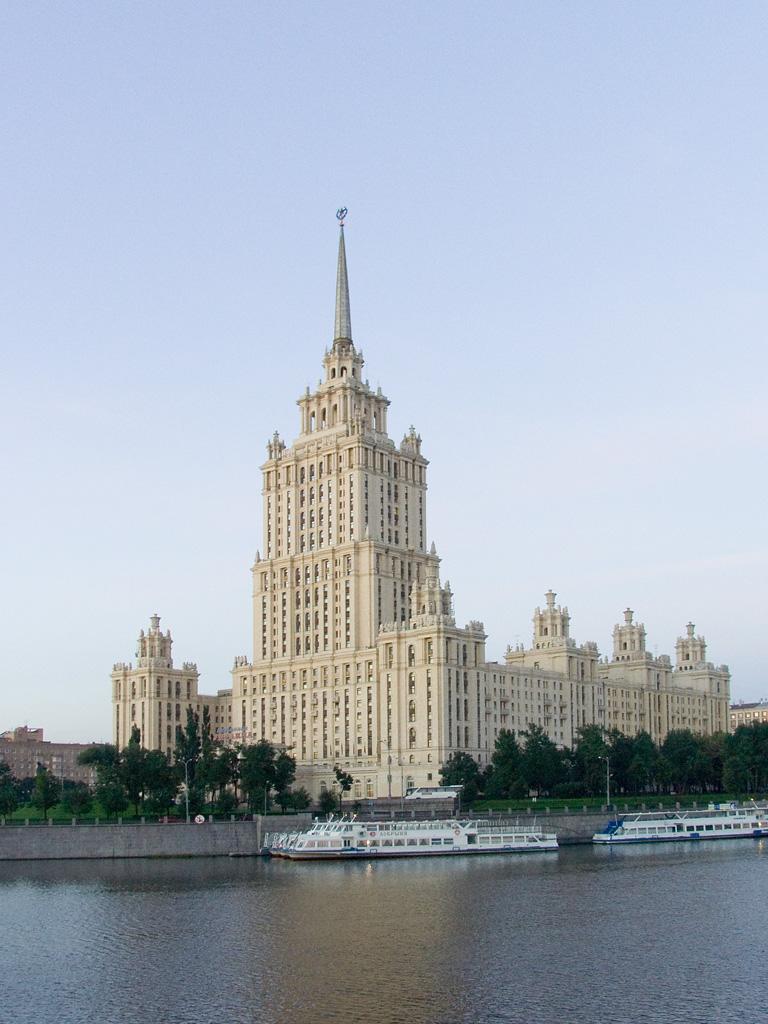
Гостиница «Украина»

В Москве существует множество топонимов, зданий и памятников, названия которых связаны с Украиной, её историей, культурой или известными личностями, чья жизнь была тесно связана с Украиной. Среди них:
- Гоголевский бульвар
- Гостиница «Украина»
- Днепропетровская улица
- Киевский вокзал
- Маросейка
- Набережная Тараса Шевченко
- Палаты Мазепы
- Площадь Киевского Вокзала
- Сумская улица
- Сумской проезд
- Станция метро «Киевская»
- Украинский бульвар
- Улица Академика Королёва
- Улица Боженко
- Улица Довженко
- Улица Ивана Франко
- Улица Корнейчука
- Улица Леси Украинки
- Улица Макаренко
- Улица Павла Корчагина
- Улица Пестеля
- Улица Полины Осипенко
- Хохловская площадь
- Хохловский переулок
- Церковь Михаила и Фёдора Черниговских

Также в Москве установлены памятники украинским поэтам и писателям Николаю Гололю (на Никитском бульваре и Гоголевском бульваре), Лесе Укранке и Тарасу Шевченко.
В Бибирево с 2000 по 2022 год существовал Монумент российско-украинской дружбы.

Монумент российско-украинской дружбе в Бибирево в 2019 году